# Escalade de vitesse

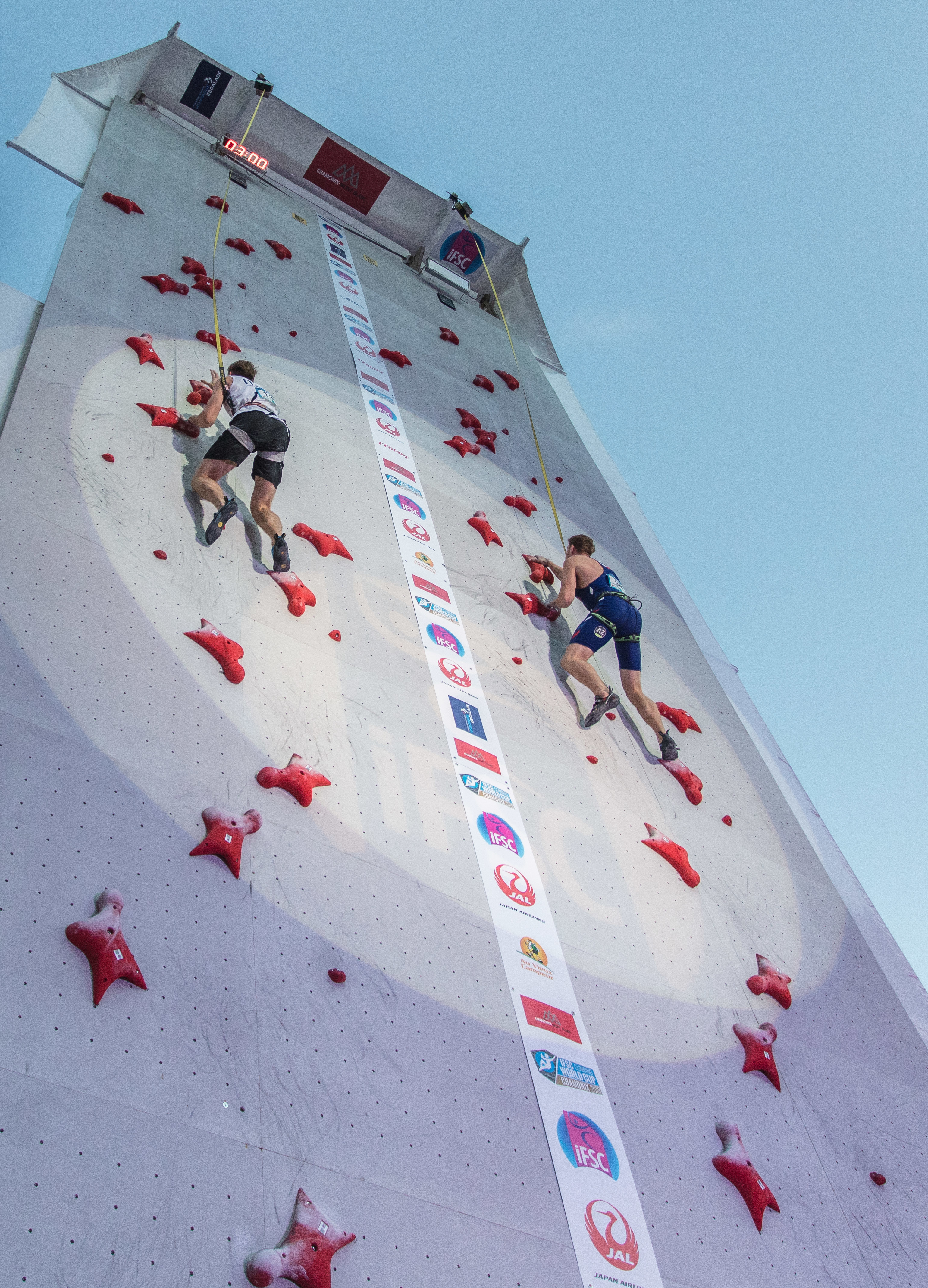
Épreuve masculine d'escalade de vitesse aux Championnats du monde d'escalade de 2018.

L'escalade de vitesse (en anglais speed climbing, d'où le terme de speed climber pour désigner ce type de grimpeur) est une des trois disciplines des compétitions d'escalade de l'IFSC avec le bloc et la difficulté. Le défi consiste, pour un grimpeur, à atteindre le sommet d'une voie d'escalade le plus rapidement possible. Cette pratique se déroule en général en intérieur, et toujours sur un mur homologué dont les dimensions, la disposition et l'angle donné aux prises sont déterminés à l'avance.

## Compétition

### Principe
Les compétitions officielles de vitesse se déroulent sur un mur homologué qui comporte deux voies identiques parallèles. Les épreuves se déroulent donc en duel et le départ est donné par un signal sonore. Lorsque le grimpeur décolle le pied du sol, un système connecté à un paillasson électronique déclenche le chronomètre. Celui-ci s'arrête une fois que le grimpeur appuie sur un bouton « champignon » situé au sommet du mur. Pour éviter les erreurs de manipulation, les grimpeurs sont assurés en moulinette, donc depuis le haut du mur.

### Mur homologué

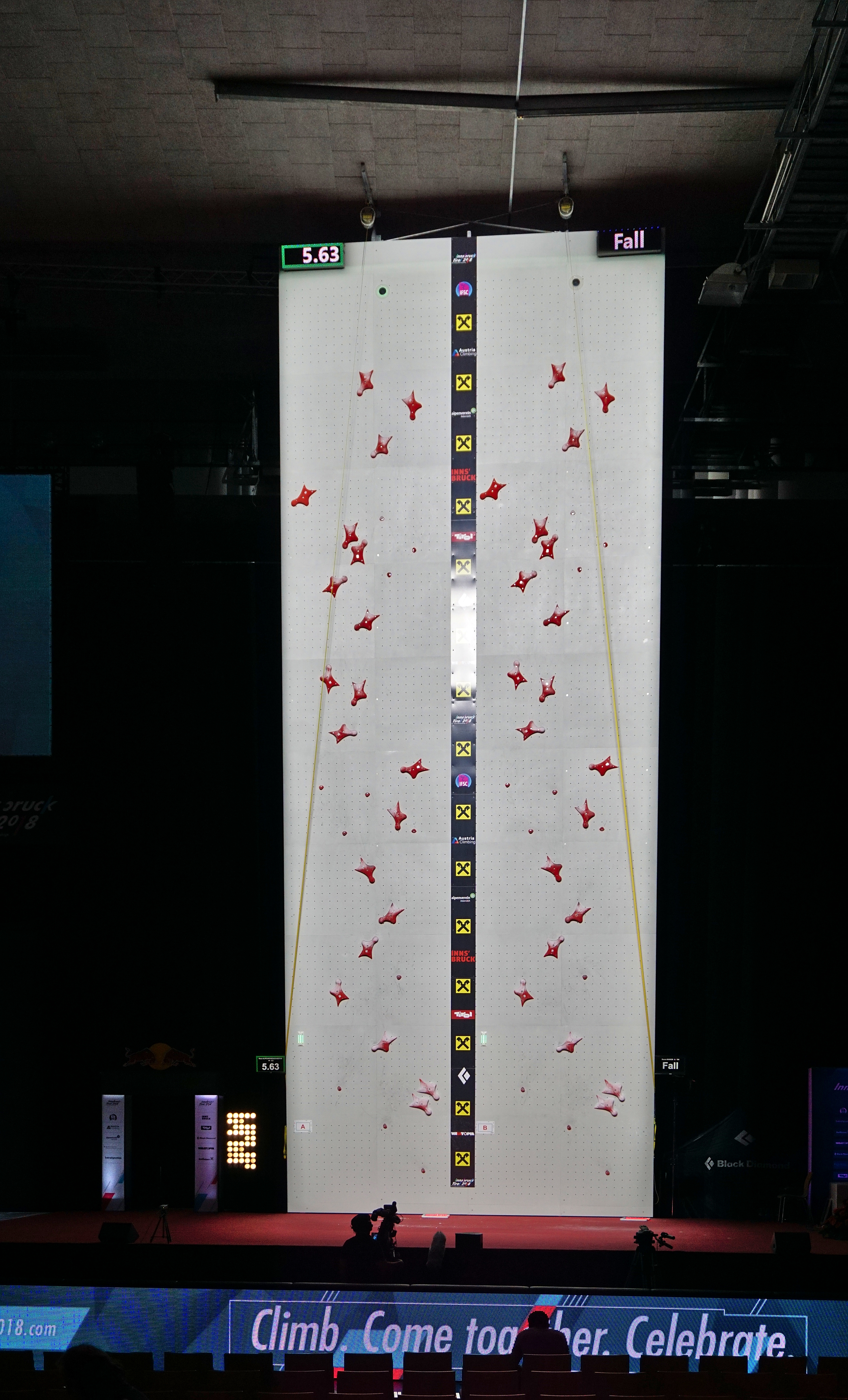
Mur de vitesse homologué des championnats du monde d'escalade de 2018.

#### Historique
En 2007, l'IFSC a fait homologuer un type de mur afin d'organiser les compétitions sur une structure toujours identique. En effet, au début, le principe de deux couloirs identiques permettait de départager le couple de grimpeurs en évolution. Cependant, le manque d'unicité entre les structures des différentes étapes de l'épreuve ne permettait pas une comparaison objective, raison pour laquelle la société Entre-Prises a conçu une structure commune.
En 2013, le règlement évolue pour inclure de nouvelles spécificités. Après avoir fait homologuer un type de mur puis un type de prise, l'IFSC sélectionne un certain nombre de partenaires pour le chronomètre afin d'homogénéiser la mesure du temps d'ascension.

#### Description
Il existe deux versions du mur officiel : un de 10 m de hauteur et un de 15 m. Leur inclinaison (5 degrés) et leur largeur (3 m par couloir)  sont également définies. Sur ces murs, est identifié un placement particulier des prises. Il n'existe que deux types de prise : celle pour les mains (24 au total dans la version 10 m et 40 dans celle de 15 m) et celle pour les pieds (16 au total dans la version 10 m et 22  dans celle de 15 m).
Les prises de pied sont de conception simple, à peu près de la forme d'une demi-sphère. Les prises de main sont plus complexes et permettent différentes préhensions en fonction de leur orientation. Leur forme offre quatre tenues différentes. La cotation est réputée être 6b.

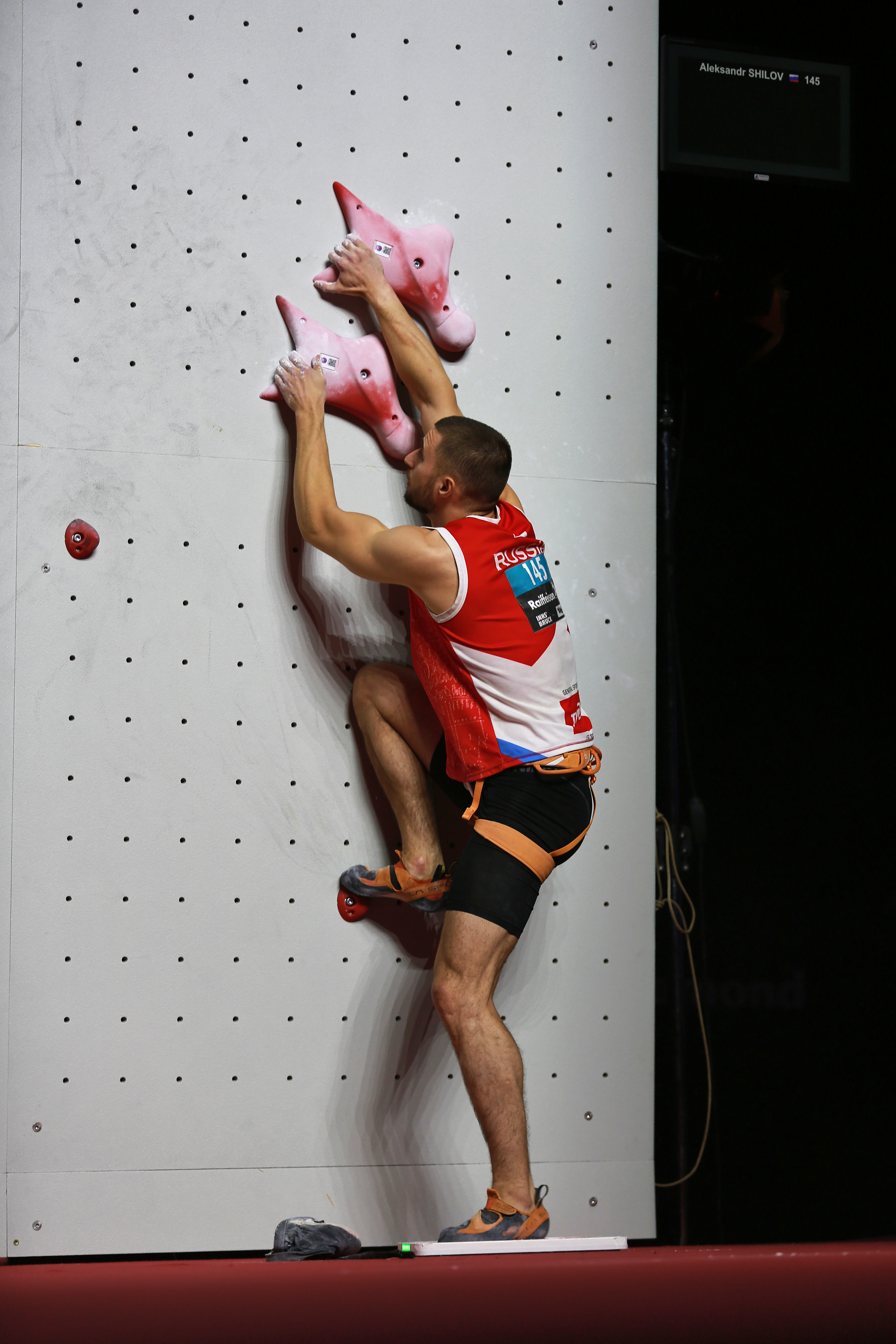
Position de départ : le grimpeur a un pied en appui sur un pad de départ, et dès qu'il le retire, cela déclenche le chronomètre.
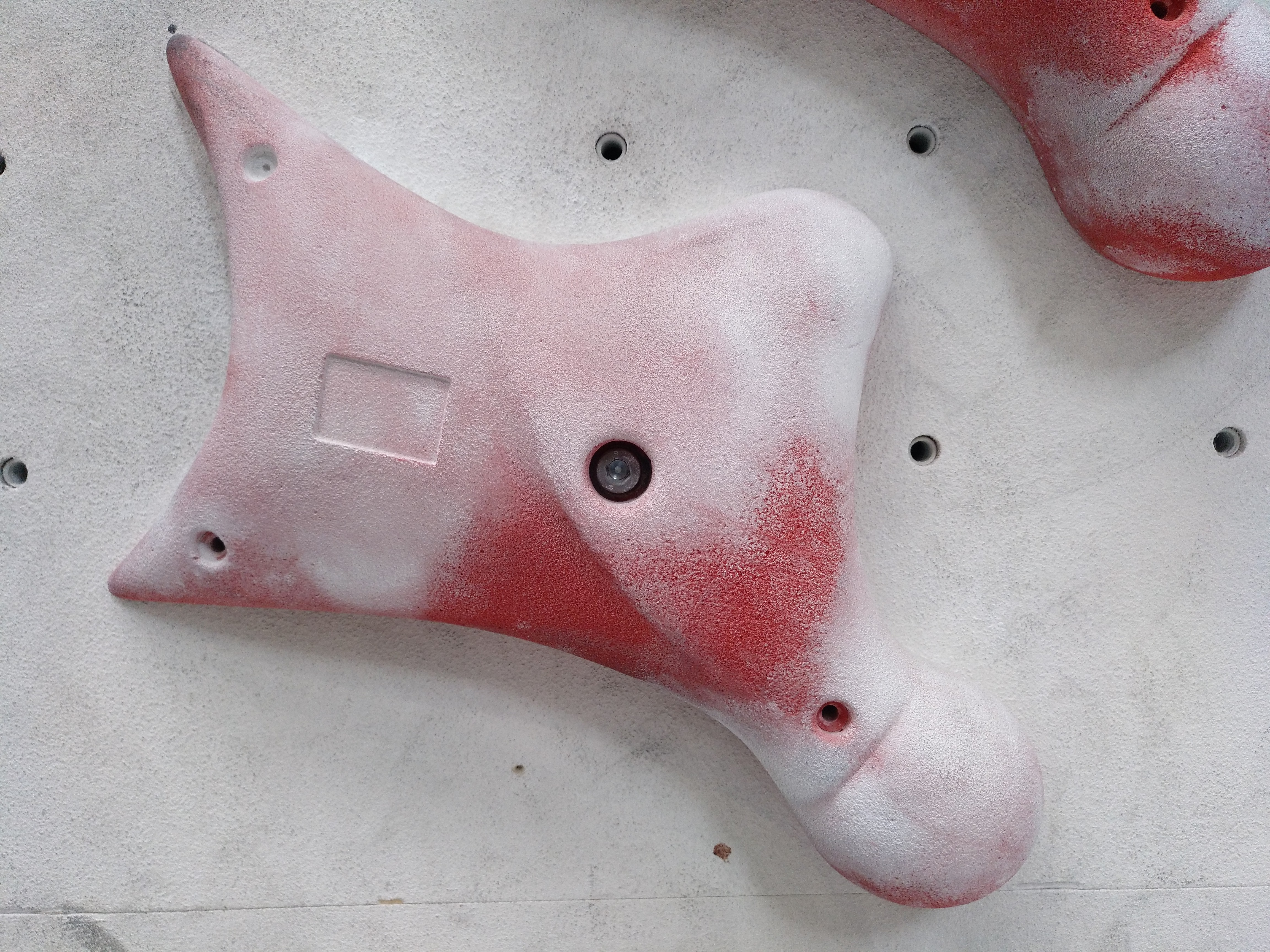
A l’ordre « À vos marques », les grimpeurs doivent poser leurs deux mains sur au moins une de ces deux grandes prises de départ standardisées au bas du mur homologué avant le signal de départ.
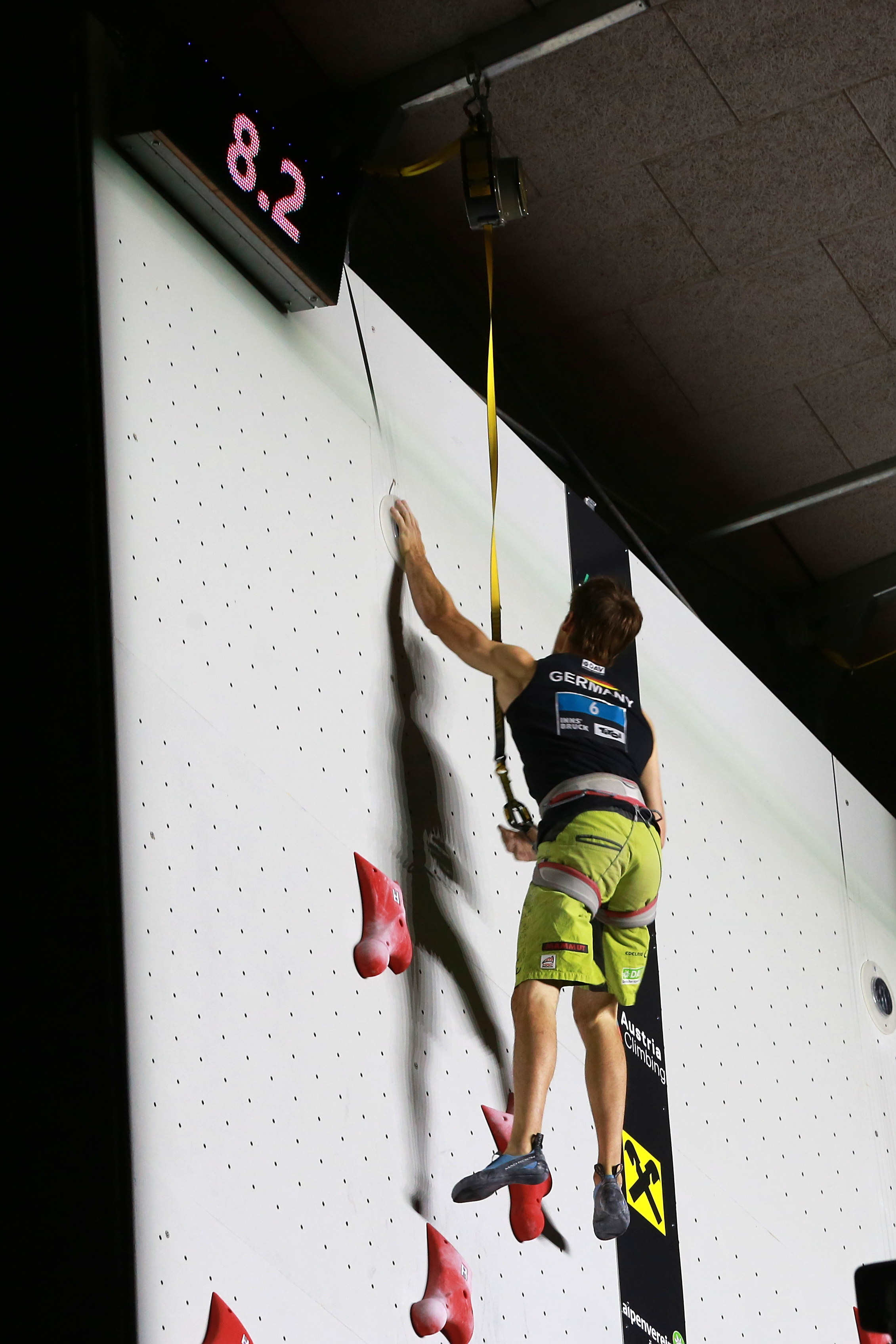
Arrivée au sommet du mur : le grimpeur, sécurisé par un système d'auto-assurage automatique, doit frapper le pad d'arrivée pour faire stopper le chronomètre.

#### Records
Les records ont évolué de la manière suivante sur le mur homologué de 15 mètres de hauteur : 
| Date         | Temps (s) | Grimpeur                  |
| ------------ | --------- | ------------------------- |
| Février 2012 | 6,26      | Qixin Zhong               |
| Octobre 2012 | 5,88      | Ievgueni Vaïtsekhovski    |
| Août 2014    | 5,73      | Libor Hroza               |
| Juillet 2015 | 5,60      | Danyil Boldyrev           |
| Mai 2017     | 5,48      | Reza Alipourshenazandifar |
| Mai 2021     | 5,208     | Veddriq Leonardo          |
| Juin 2022    | 5,04      | Kiromal Katibin           |
| Juillet 2022 | 5,009     | Kiromal Katibin           |
| Avril 2023   | 4,98      | Veddriq Leonardo          |
| Avril 2024   | 4,79      | Samuel Watson             |
| Août 2024    | 4,75      | Samuel Watson             |
| Août 2024    | 4,74      | Samuel Watson             |
| Mai 2025     | 4,67      | Samuel Watson             |
| Mai 2025     | 4,64      | Samuel Watson             |

| Date           | Temps (s) | Grimpeuse            |
| -------------- | --------- | -------------------- |
| Février 2012   | 9,04      | He Cuilian           |
| Juillet 2012   | 8,53      | Yuliya Levochkina    |
| Septembre 2012 | 8,37      | Yuliya Levochkina    |
| Octobre 2012   | 8,33      | Esther Bruckner      |
| Juillet 2015   | 7,536     | Iuliia Kaplina       |
| Mai 2017       | 7,38      | Iuliia Kaplina       |
| Avril 2019     | 7,10      | Song Yiling          |
| Octobre 2019   | 6,995     | Aries Susanti Rahayu |
| Novembre 2020  | 6,964     | Iuliia Kaplina       |
| Août 2021      | 6,84      | Aleksandra Mirosław  |
| Mai 2022       | 6,53      | Aleksandra Mirosław  |
| Avril 2023     | 6,25      | Aleksandra Mirosław  |
| Août 2024      | 6,21      | Aleksandra Mirosław  |
| Août 2024      | 6,06      | Aleksandra Mirosław  |

Le seul record établi sur l'ancien mur de 10 mètres de hauteur a été réalisé par Qixin Zhong en 4,20 secondes en février 2012.

## Variantes

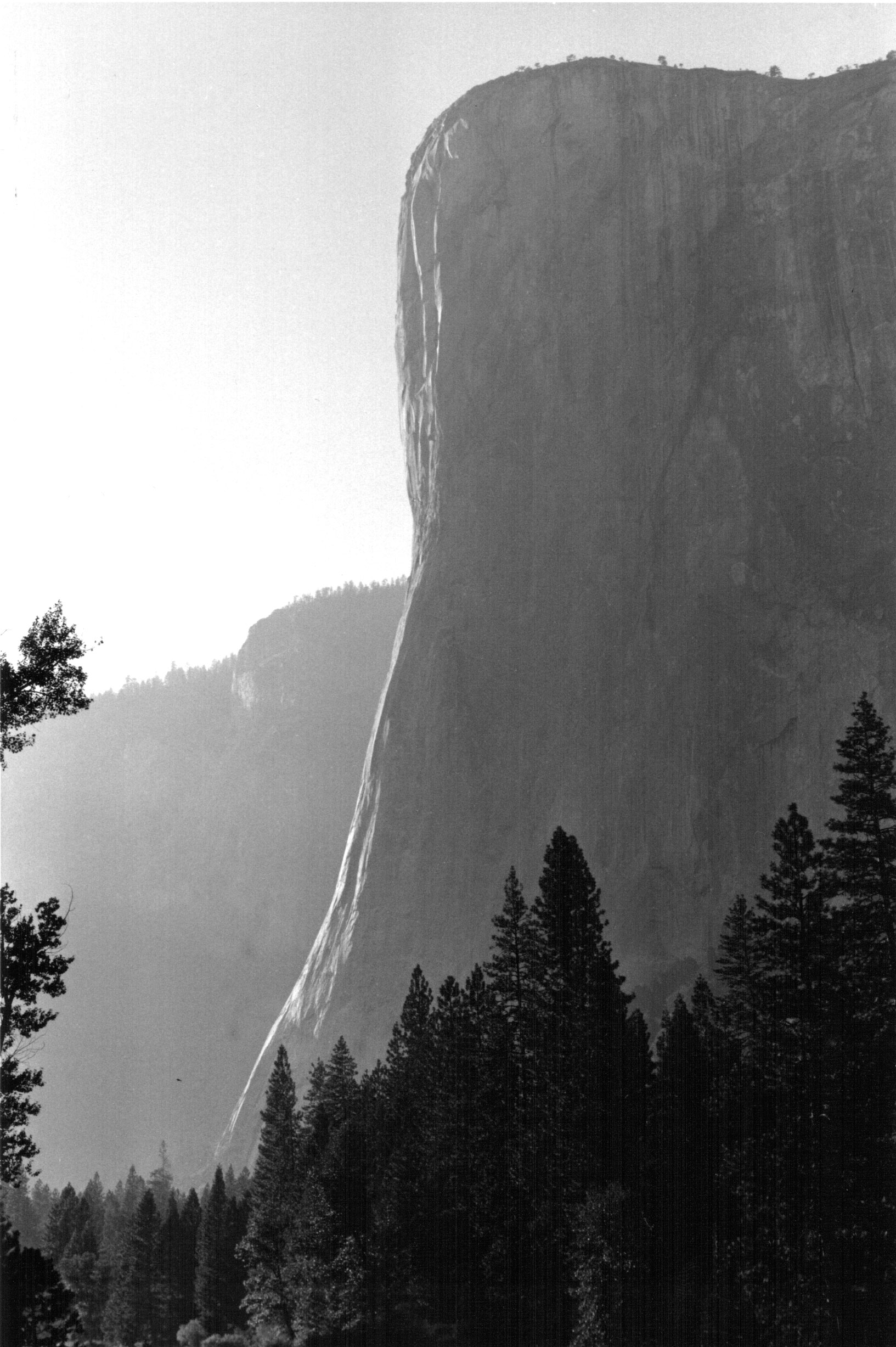
Vue de profil de la falaise de la mythique voie The Nose sur la formation rocheuse El Capitan.

En France, entre les saisons 2015, et 2018 la FFME a organisé au niveau national deux formats différents de compétition de vitesse pendant plusieurs années : le format record et le format classique. En compétition record, les compétiteurs se départagent sur le mur homologué de l'IFSC ; alors qu'en format classique les grimpeurs sont chronométrés sur une voie différente tracée pour chaque compétition.
À partir de la saison 2024, une nouvelle voie adaptée aux catégories U12 et U14 sert de voie officielle en France dans les compétitions organisées par la FFME. Cette voie a été dessinée pour pouvoir être installée en parallèle de la voie IFSC utilisée à partir de la catégorie U16. Les prises utilisées pour cette voie, de couleur bleue, reprennent la forme des prises de la voie IFSC à une échelle plus réduite, et la hauteur de la voie est abaissée à 8 mètres.

## Falaise
La performance qui consiste à atteindre le sommet le plus vite possible se pratique également en extérieur. En escalade libre, la grande-voie la plus connue pour ce genre de pratique est The Nose dans la Vallée de Yosemite (États-Unis), haute d'environ 1000 mètres. Parmi les anciens détenteurs du record de cette voie, figurent notamment John Bachar, Hans Florine, Yuji Hirayama, Dean Potter, Alexander Huber, son frère Thomas et Alex Honnold. Le meilleur temps est détenu en 2020 par Alex Honnold et Tommy Caldwell, pour leur ascension du 6 juin 2018 en 1 h 58 min 7 s, passant la barre symbolique des 2 heures. Le record était jusqu'alors de 2 h 19 min 44 s, réalisé le 21 octobre 2017 par Brad Gobright et Jim Reynolds.
Une autre pratique de vitesse consiste à grimper le plus vite possible mais en solo intégral, sans assurage ni points de protection, pour une ascension encore plus rapide. C'est le cas de certaines ascensions de Dan Osman et Ueli Steck.